# Selena Gomez: My Mind & Me
Selena Gomez: My Mind & Me je americký dokumentární film o americké zpěvačce a herečce Seleně Gomez a jejím životě za předchozích šest let její kariéry. Film režíroval Alek Keshishian.

## Vývoj
Dokument sleduje Selenu Gomez na šestileté cestě začínající kolem roku 2015 poté, co režisér Alek Keshishian natočil videoklip k její písni „Hands to Myself“. Keshishian řekl: „Neměl jsem zájem natočit tradiční popový dokument. Chtěl jsem ukázat něco autentičtějšího a Selena chtěla totéž. Má nemaskovanou zranitelnost, která mě u ní uchvátila. Tehdy jsem ještě netušil, že se z toho stane šestiletá práce lásky.“

## Vydání a propagace
Selena Gomez oznámila vydání svého dokumentu krátkým klipem zveřejněným na svém Instagramu. Premiéra filmu se uskuteční 2. listopadu 2022 na akci AFI Fest v kině TCL Chinese Theatre v Hollywoodu. Trailer k dokumentu byl zveřejněn 10. října na Světový den duševního zdraví.